# Cantonul Bourbriac
Cantonul Bourbriac este un canton din arondismentul Guingamp, departamentul Côtes-d'Armor, regiunea Bretania, Franța.

## Comune
- Bourbriac (reședință)
- Kerien
- Magoar
- Plésidy
- Pont-Melvez
- Saint-Adrien
- Senven-Léhart